# Trying Not to Think About It
Trying Not to Think About It è un EP della cantante statunitense JoJo, pubblicato il 1º ottobre 2021 su etichetta Warner Records.

## Descrizione
Realizzato durante la pandemia di COVID-19, l'EP ingloba i sentimenti negativi e l'ansia legata a quel periodo all'interno delle tracce contenute in esso. A tal proposito, l'artista si è così espressa sul disco:
Dall'EP sono stati estratti i singoli Worst (I Assume), pubblicato nel mese di agosto, e Anxiety (Burlinda's Theme), pubblicato a ottobre.

## Promozione
La cantante ha promosso l'EP con un tour di sei date negli Stati Uniti partito nel mese di ottobre 2021, il Trying Not to Think About It Tour. Il disco è stato inoltre pubblicizzato attraverso una tournée partita il 24 febbraio 2022 e terminata il 30 maggio dello stesso anno, che ha visto l'artista esibirsi in America del Nord ed Europa in oltre quaranta tappe.

## Tracce
1. World of a Sunshine (intro) – 2:41
2. Anxiety (Burlinda's Theme) – 4:05
3. Dissolve – 3:31
4. Good Enough (interlude) – 2:08
5. B.I.D. – 3:06
6. Feel Alright – 2:55
7. Fresh New Sheets – 4:59
8. Sugar & Carbs (interlude) – 0:21
9. Spiral SZN – 2:47
10. Nikki's Sound Bath (interlude) – 0:48
11. Worst (I Assume) – 3:07
12. Lift – 2:22